# هيئة الشارقة للكتاب
هيئَة الشَّارِقة لِلكتَّاب (بالإِنجِلِيزِيّة: Sharjah Book Authority) هِي مُؤسَّسة حُكُومِيَّة إِماراتِيّة تُشرَّف على عدد مِن المشارِيع الثَّقافِيَّة الَّتِي تهدف إِلى إِثراء المناخات ذات الصِّلة بِالنّشر والطِّباعة والتَّرجمة والمكتبات. أَنشَأها الشَّيخ الدُّكتُور سُلطان بِن محمَّد القاسِمِيّ عُضو المجلِس الأعلَى حاكم الشَّارِقة فِي عام 2014م ومقرَّها إمارة الشَّارِقة فِي دولة الإِمارات العربِيَّة المُتَّحِدة.

## معلُومات أَساسِيَّة
اِنطلقت هيئة الشَّارِقة لِلكتَّاب فِي عام 2014م بِمُوجِب مرسُوم أَميري أَصدرِه الشَّيخ الدُّكتُور سُلطان بِن محمَّد القاسِمِيّ، عُضو المجلِس الأعلَى حاكم الشَّارِقة. وأَشار المرسُوم إِلى أن الهيئة تسعى إِلى تحقِيق العدِيد مِن الأَهداف مِن بينها العمل على تشجِيع الاِستِثمار فِي الصِّناعات الإبداعية، وتوفِير منصَّة فكرِيَّة لِلتَّبادُل المُعرَّفِيّ والثَّقافِيّ بين شُعُوب العالِم، وتسلِيط الضَّوء على أَهمِّيَّة الكِتاب وأثرِه فِي نشر الوعِيّ بِالمُجتمع فِي ظِلّ التَّطوُّر التِّقنيّ وتنوُّع مصادِر المعرِفة، ودعم صِنَاعة كُتُب الأَطفال واستضافة المعارض والمهرجانات بهدف الترويج لدور النشر وجمع وحفظ الوثائق والمستندات والتحف التاريخية من جميع أنحاء الوطن العربي والعالم أجمع وتتولَّى هيئة الشَّارِقة لِلكتَّاب الإِشراف على عددِ مِن المشارِيع الثَّقافِيَّة المُهِمَّة فِي دولة الإِمارات العربِيَّة المُتَّحِدة، مِن بينها:

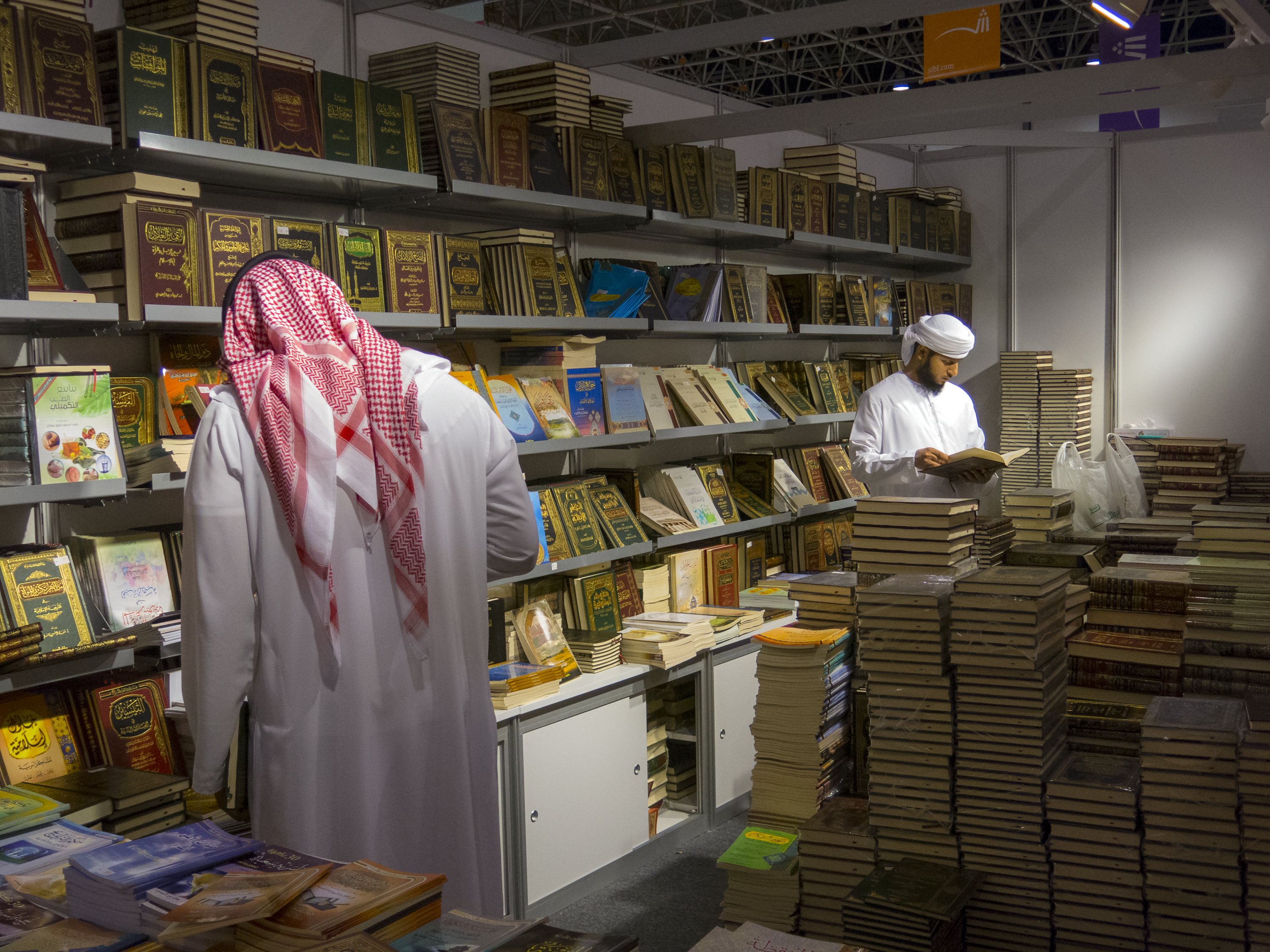
معرض الشَّارِقة الدّولِيّ لِلكتَّاب

- مدِينة الشَّارِقة لِلنُّشر (أَوِل مِنطقة حُرَّة مِن نوعها لِلنُّشرِ فِي العالِم العربِيّ تغطي  مساحة 65,000 متر مربع و توفر حزمة واسعة من الامتيازات والإعفاءات من الضرائب والمكاتب والبنى التحتية لتكنولوجيا المعلومات مما يؤمن الفرصة لتحقيق النجاح).[1]
- المكتبات العامَّة فِي إمارة الشَّارِقة (تندرِج جمِيع المكتبَات العامَّة فِي إمارة الشَّارِقة تحت مظلّة هيئَة الشَّارِقة لِلكتَّاب).
- معرض الشَّارِقة الدّولِيّ لِلكتَّاب (رابع أَكبر معرض لِلكتَّاب فِي العالِم  يجذب هذا المعرض أكثر من 1420 دورا للنشر ويحضره ما يزيد عن مليونين زائر في مركز اكسبو الشارقة[2] ).
- مِهرجان الشَّارِقة القرائِيّ لِلطِّفل (اِحتِفالِيَّة ثقافِيَّة سنوية تهدِف لِجعل القِراءة نشاط مُمتِعِ لِلطِّفل).
- معرض الشَّارِقة لِرُسُومِ كُتُب الطِّفل (حدث سنوِيّ ينضمّ ويعرِض رُسُومِ كُتُب الطِّفل لِفنّانِين مِن شتَّى أَنحاء العالِم وتقديم جوائز لِلأَعمال الاِحتِرافِيَّة).
- مِنحة معرض الشَّارِقة الدّولِيّ لِلكتَّاب لِلتَّرجمة (صندوق لِدعم المُترجِمِين والنَّاشِرِين مِن أَنحاء العالِم).
- تنظِيم البرنامج المِهنِيّ لِلنَّاشِرِين (أَوِل برنامج تدرِيب مجانِي لِلنَّاشِرِين فِي العالِم العربيّ).
- تنظِيم المُؤتمِرِ السَّنوِيِّ المُشترِك مع جمعِيَّة المكتبات الأَمرِيكِيَّة (تجمع يُعنى بالقضايا المُرتبِطة بِعالِم المكتبات بِمُشاركة خُبراء عرب وأجانِب مِن شتَّى أَنحاء العالِم).
- مركز أَبحَّاث هيئة الشَّارِقة لِلكتَّاب (مركز مُختص لتنظِم وتحلِيل المعلُومات ذات الصِّلة بمشارِيع ومهام هيئة الشَّارِقة لِلكتَّاب).

بِالإضافة إِلى جمع الوثائِق والمخطُوطات الأثِرِيَّة، الإِماراتِيّة والعربِيَّة والدَّولِيَّة، بِهدف حِفظها بِاِستِخدام أَحدث الطُّرُق العِلمِيَّة والتِّقنِيَّات الحديثَةَ. وتُقوِّم هيئَة الشَّارِقة لِلكتَّاب بِجمعِ وتنظِيم وحفَّظ قواعِد البيانات المُتعلِّقة بِالنُّشر والطِّباعة والتَّرجمة والمكتبات وغيرها مِن الأَنشِطة المُرتبِطة بِالنُّشر، وتقديم المُساعدة المُمكِنة فِي مَجال البُحوث الَّتِي تهدِف إِلى تطوِير أَدوات وتِكنُولُوجِيا النُّشر.

## وُصلات خارجيّة
- الصّفحة الرّسميّة لهيئَة الشَّارِقة لِلكتَّاب (باللُّغة العَرَبِيّة، والإِنجِلِيزِيّة).

## مَراجع
"من نَحن" © هيئَة الشَّارِقة لِلكتَّاب. اُطُّلِع عليه فِي شَهر مارِس / آذار 2018م.